# 15710 Беклін
15710 Бе́клін (15710 Böcklin) — астероїд головного поясу, відкритий 11 січня 1989 року.
Тіссеранів параметр щодо Юпітера — 3,600.